# Jurij Antipow
Jurij Aleksandrowicz Antipow (ros. Юрий Александрович Антипов, ur. 21 lutego?/6 marca 1915 w Moskwie, zm. 4 czerwca 1997 w Szczołkowie) – radziecki lotnik wojskowy, pułkownik, Bohater Związku Radzieckiego (1957).

## Życiorys
Skończył szkołę zawodową, pracował jako ślusarz w zakładzie lotniczym, w 1932 ukończył moskiewską szkołę szybowców, później uczył się w szkole lotniczej. Od stycznia 1934 służył w Armii Czerwonej, w listopadzie 1934 ukończył wojskową lotniczą szkołę pilotów w Odessie, potem do 1940 był w niej instruktorem. Od lipca 1940 był inspektorem Instytucji Wojskowo-Edukacyjnych Głównego Zarządu Sił Powietrznych Armii Czerwonej, od czerwca 1941 jako dowódca klucza 402 pułku lotnictwa myśliwskiego uczestniczył w wojnie z Niemcami na Froncie Północno-Zachodnim. W sierpniu i wrześniu 1941 był zastępcą dowódcy eskadry 180 pułku lotnictwa myśliwskiego na Froncie Zachodnim, walczył m.in. w rejonie Idricy, Wielkich Łuków, Starej Russy i Smoleńska, 23 września 1941 został ranny. Po wyjściu ze szpitala w Kalininie w grudniu 1941 został dowódcą eskadry 27 zapasowego pułku lotniczego w Wołogdzie, w marcu 1943 ukończył kursy doskonalenia kadry oficerskiej przy Akademii Wojskowo-Powietrznej w Czkałowie. Podczas wojny wykonał 181 lotów bojowych i stoczył 16 walk powietrznych, zestrzeliwując osobiście 2 i w grupie 5 samolotów wroga. Od marca 1943 do lipca 1964 był pilotem doświadczalnym Państwowego Naukowo-Badawczego Instytutu Sił Powietrznych, testował wiele nowych modeli samolotów. W lipcu 1964 zakończył służbę w stopniu pułkownika.

## Odznaczenia
- Złota Gwiazda Bohatera Związku Radzieckiego (9 września 1957)
- Order Lenina (trzykrotnie, 24 lutego 1947, 22 lutego 1955 i 9 września 1957)
- Order Czerwonego Sztandaru (czterokrotnie, 30 listopada 1941, 5 lutego 1947, 31 lipca 1948 i 26 października 1955)
- Order Wojny Ojczyźnianej I klasy (11 marca 1985)
- Order Wojny Ojczyźnianej II klasy (1 lipca 1944)
- Order Czerwonej Gwiazdy (20 czerwca 1949)
- Medal „Za zasługi bojowe” (3 listopada 1944)

I inne.